# I Giganti
I Giganti est un groupe italien de pop, originaire de Milan.

## Histoire
I Giganti est connu pour avoir publié l'un des premiers albums-concepts de rock progressif en Italie Terra in bocca. Après leur dissolution au début des années 1970, I Giganti se reforme dans les années 1990 et font encore quelques tournées. Le batteur Enrico Maria Papes reste le seul membre de la formation originale.
Avec des formules différentes, Papes et Marsella continuent à travailler ensemble jusqu'à la fin de l'année 2005. En 2006, ils réapparaissent avec un nouveau line-up, dans lequel seul Enrico Maria Papes (chant, percussions) du groupe original est resté, rejoint par son fils Alessandro « Ally » Papes (chant et batterie, anciennement Contropotere), Francesco Romagna (chant, claviers et guitare) et Enrico Santacatterina (chant, guitares, basse). En 2009, l'album Terra in bocca est réédité avec un titre bonus, en complément d'un livre, publié par les éditions Il Margine, qui présente une série d'entretiens avec les musiciens qui ont travaillé sur le disque, ainsi qu'avec le groupe lui-même, reconstituant l'histoire de l'album.
En 2011, I Giganti remporte le prix Paolo Borsellino pour Terra in bocca (célébrant les 40 ans de sa publication) : à cette occasion, Mino, Checco et Enrico réinterprètent une partie de l'album live dans une version acoustique. 

## Membres
- Enrico Maria Papes - percussions
- Giacomo Di Martino - guitare
- Sergio Di Martino - basse
- Francesco Marsella - claviers

## Discographie

### Albums studio
- 1966 : I Giganti (Ri-Fi)
- 1969 : Mille idées dei Giganti (Ri-Fi)
- 1971 : Terra in bocca (Ri-Fi)
- 2001 : Proposta (Azzurra Music)
- 2006 : Mettete dei fiori nei vostri cannoni (Azzurra Music)

### Albums live
- 1996 : I Giganti concerto live (DV More Record)

### Compilations
- 1999 : Il meglio (DV More Record)
- 2000 : Tema (Azzurra Music)

### Singles notables
- 1964 : Una chitarra per la mia ragazza/Fortuna che... (La Ghenga)
- 1964 : African Cry/Robin Hood (La Ghenga)
- 1965 : Morirai senza di lei/Giorni di festa (Ri-Fi)
- 1965 : Fuori dal mondo/Solo per voi (Ri-Fi)